# Entomophthoromycota

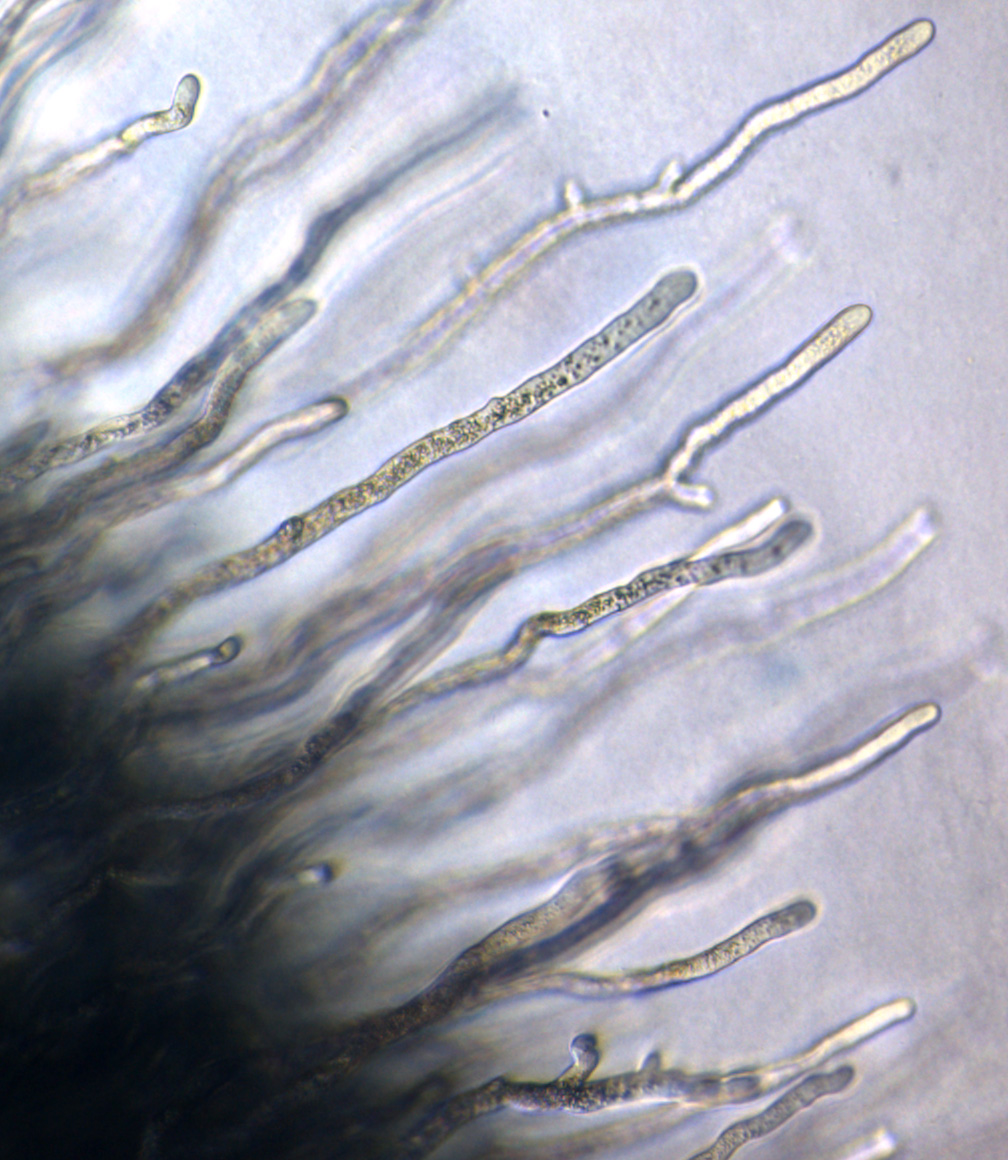
Crecimento de Conidiobolus firmipilleus em ágar.

Entomophthoromycota é uma divisão do reino Fungi, que inclui duas classes que agrupam cerca de 250 espécies, maioritariamente patógenos de artrópodes ou sapróbios do solo e da manta morta. O grupo foi colocado em 2007 no nível taxonómico de subfilo, mas na revisão mais recente do reino Fungi foi elevado ao nível de filo. A circunscrição taxonómica do grupo tem variado, especialmente com a exclusão da classe  Basidiobolomycetes que passou a constituir uma divisão autónoma.

## Descrição
As espécies do Entomophthoromycota geralmente compartilham várias características. As suas células vegetativas são cenocíticas, a esporulação ocorre pela produção de conídios dispersivos ou infecciosos descarregados à força e os zigósporos (que também funcionam como esporos de repouso) são homotálicos.

## Taxonomia
Circunscrita pelo micologista Richard Humber em 2012, a divisão Entomophthoromycota contém espécies anteriormente classificadas na divisão Zygomycota. A reorganização de Humber estruturava a divisão em três classes (são agora duas com a saída de Basidiobolomycetes) enquanto mantém a estrutura família previamente definida:
Divisão Entomophthoromycota Humber 2012 [subdivisão Entomophthoromycotina Humber 2007]
Classe Neozygitomycetes Humber 2012
Ordem Neozygitales Humber 2012
Família Neozygitaceae Ben Ze’ev, Kenneth & Uziel 1987
Apterivorax Keller 2005
Neozygites Witlaczil 1885 [Thaxterosporium Ben Ze'ev & Kenneth 1987]
Classe Entomophthoromycetes Humber 2012 [Entomomycetidae Cavalier-Smith 1998 em. 2012]
Ordem Entomophthorales Winter 1880 [Ancylistales Schröter]
Família Ancylistaceae Schröter 1893
Ancyclistes Pfitzer 1872
Conidiobolus Brefeld 1884 emend. Humber 1989 [Conidiobolus (Capillidium) Ben-Ze’ev & Kenneth 1982; Conidiobolus (Conidiobolus) (Brefeld) Ben-Ze’ev & Kenneth 1982; Conidiobolus (Delacroixia) (Sacc. & Syd.) Tyrrell & MacLeod 1972]
Macrobiotophthora Reukauf 1912 emend. Tucker 1981
Família Completoriaceae Humber 1989
Completoria Lohde 1874
Família Entomophthoraceae Nowakowski 1877 [Empusaceaae]
Subfamília Erynioideae Keller 2005 [Massosporoideae Keller 2005]
Erynia (Nowakowski ex Batko 1966) Remaud. & Hennebert 1980.emend. Humber 1989 [Zoophthora (Erynia) Nowakowski ex Batko 1966]
Eryniopsis Humber 1984 (in part)
Furia (Batko 1966) Humber 2005 [Zoophthora (Furia) Batko 1966; Erynia (Furia) (Batko 1966) Li & Humber 1984]
Orthomyces Steinkraus, Humber & Oliver 1988
Pandora Humber 2005 [Erynia (Neopandora) Ben-Ze’ev & Kenneth 1982]
Strongwellsea Batko & Weiser 1965 emend. Humber 1976
Zoophthora Batko 1964 emend. Ben-Ze’ev & Kenneth 2005
Subfamília Entomophthoroideae Keller 2005
Batkoa Humber 2005
Entomophaga Batko 1964 emend. Humber 1989
Entomophthora Fresenius 1856 [Empusa (Triplosporium) Thaxter 1888; Triplosporium (Thaxter 1888) Batko 1964]
Eryniopsis Humber 1984 (in part)
Massospora Peck 1879 emend. Soper 1974
Família Meristacraceae Humber 1989
Meristacrum Drechsler 1940 emend. Tucker & Humber 1981 (syn Tabanomyces Couch et al.)
Alguns géneros com posicionamento incerto foram excluídos de Entomophthoromycota, entre os quais Ballocephala, Tarichium e Zygnemomyces. Ballocephala e Zygnemomyces foram transferido para a divisão Mucoromycota.